# Anhanguera
Anhanguera (del tupí-guaraní «ànima antiga») és un gènere de pterosaures pterodactiloïdeus coneguts per la Formació de Santana del Cretaci inferior (Aptià). Deu el seu nom a la ciutat brasilera d'Anhangüera que al seu torn va rebre el nom d'una deïtat amerindia protectora de la naturalesa. El descobriment d'aquest pterosaure va ajudar a finalitzar el debat sobre si els pterosaures caminaven a dues o quatre potes.

## Descripció

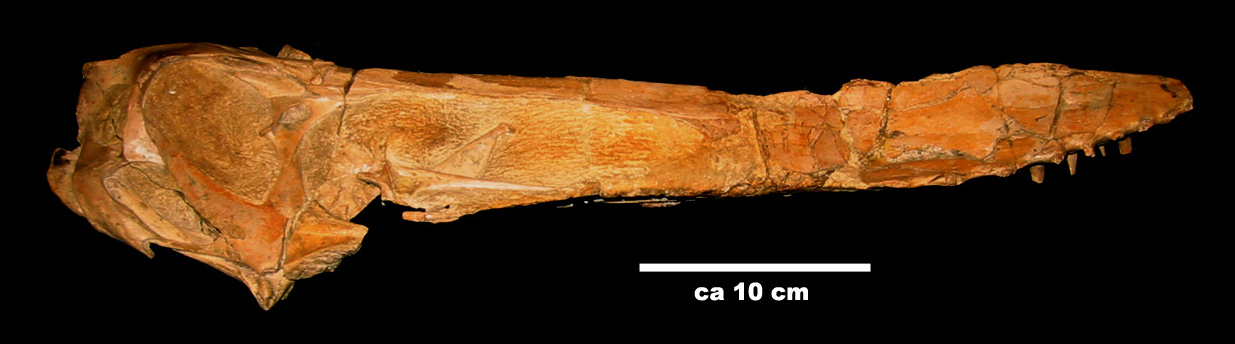
Crani dAnhanguera santanae.

Els Anhanguera eren criatures piscívores, com indiquen les seves dents, i bones voladores, amb una envergadura d'ales d'entre 4 i 5 m per només un i mitjà d'alt, la qual cosa els convertia en uns dels majors pterosaures de l'època. Tenien una petita cresta arrodonida en la part frontal de les seves mandíbules que li donaven un aspecte característic.

## Taxonomia
Aquests pterosaures estan properament emparentat amb Ornithocheirus, i pertanyen a la seva mateixa família Ornithocheiridae en una subfamília pròpia Anhanguerinae, que també inclou al Ludodactylus.
Hi ha diverses espècies d'Anhanguera reconegudes amb una àmplia distribució. A. santanae i A. blittersdorfi es coneixen per diversos fòssils fragmentaris que inclouen esquelets de la formació de Santana de Brasil. A. cuvieri i A. fittoni, que inicialment s'havien descrit pertanyents al gènere Pterodactylus i posteriorment a Ornithocheirus, són d'un període una mica posterior (Albià) a Anglaterra, mentre que fragments d'un pterosaures que pot atribuir-se a Anhanguera s'han trobat en Queensland, Austràlia. L'espècie anteriorment coneguda com A. piscator ha estat inclosa en un gènere diferent Coloborhynchus, (Veldmeijer, 2003).